# قوات دعاية الفيرماخت

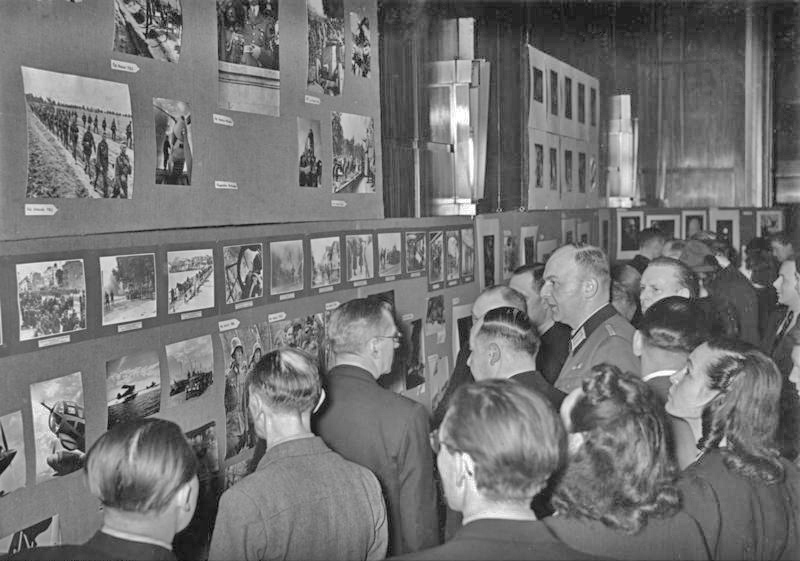
1940 معرض للصور الفوتوغرافية التي أنتجتها شركات الدعاية خلال غزو بولندا.

قوات دعاية الفيرماخت (بالألمانية: Wehrmachtpropaganda)‏ ، يختصر باسم WPr ) كان فرعا في الفيرماخت وفافن إس إس ألمانيا النازية خلال الحرب العالمية الثانية. تابعة للقيادة العليا Wehrmacht ( القيادة العليا للفيرماخت )، كانت وظيفته إنتاج ونشر مواد الدعاية التي تستهدف القوات الألمانية والسكان.

## التخطيط والتكوين
بدأ التخطيط لأنشطة الدعاية من قبل الفيرماخت في عام 1938. وسعى جوزيف غوبلز، رئيس وزارة الدعاية، لإقامة تعاون فعال مع الفيرماخت لضمان التدفق السلس لمواد الدعاية من الجبهة. وأرجأ إلى الجيش في إنشاء شركات الدعاية والسيطرة عليها، لكنه قدم المساعدة في تزويد الأفراد. 

## الوظيفة والتشغيل
كانت الخدمة تابعة لرئيس أركان عمليات القيادة العليا للفيرماخت، الجنرال ألفريد جودل. تحت إشراف الجنرال حسو فون فيدل، أشرف القسم على العديد من شركات Propagandakompanie [propagandakompanie] ( Propagandakompanie [propagandakompanie] ) من الفيرماخت وفافن إس إس، الملحقين بالقوات المقاتلة.  في وقت ذروتها في عام 1942، شملت قوات الدعاية 15000 رجل. 
كانت شركات الدعاية هي الوحدات الوحيدة للإبلاغ عن الأخبار في مناطق العمليات العسكرية، حيث مُنع مراسلو الأخبار المدنية من دخول مناطق القتال.  أنتجت القوات المواد المكتوبة والسمعية والأفلام من الجبهة وأرسلوها إلى مركز معالجة في ألمانيا، حيث تمت مراجعتها من قبل الرقابة، ومعظمها لأغراض أمنية. ثم تم إرسال المواد المرشحة إلى وزارة الدعاية لنشرها على الفور.  بين المواد الدعائية التي تم إنتاجها كان فيرماخت بريشت، البيان الإخباري الرسمي حول الوضع العسكري للرايخ، وكان مخصصًا للاستهلاك المحلي والأجنبي. 

## المنشورات
تضمنت المنشورات الدعائية لدعم المجهود الحربي من قبل الفيرماخت وفافين إس إس:
- عرض الأسبوع الألماني - سلسلة الأخبار الأسبوعية
- دير أدلر - مجلة نصف شهرية من للوفتفافه، والقوات الجوية
- Our Fighter Pilots [unsere_jagdflieger_(heftreihe)] - سلسلة من Heftroman [heftroman] (كتيبات اللب)، مع التركيز على قوة مقاتلات سلاح اجو النازي لوفتفافه
- Eagle Library [adler-bücherei] - سلسلة الدعاية المنشورة تحت رعاية هيرمان جورينج، رئيس لوفتفافه

### اقتباسات
1. 1 2 3 4  Kallis 2005.
2. 1 2  Yad Vashem.

- Blank، Ralf؛ Echternkamp، Jörg؛ Fings، Karola؛ يورغن فورستر؛ Winfried Heinemann؛ Tobias Jersak؛ Armin Nolzen (3 يوليو 2008). Germany and the Second World War: Volume IX/I: German Wartime Society 1939-1945: Politicization, Disintegration, and the Struggle for Survival. Oxford UP. ISBN:9780191608605.
- Kallis، Aristotle (2005). Nazi Propaganda and the Second World War. Palgrave Macmillan. ISBN:978-1-4039-9251-2.
- Uziel، Daniel Uziel (2008). The Propaganda Warriors: The Wehrmacht and the Consolidation of the German Home Front. Peter Lang AG, Internationaler Verlag der Wissenschaften. ISBN:978-3-03911-532-7.
- Uziel، Daniel. "Wehrmacht Propaganda Troops and the Jews" (PDF). Yad Vashem. مؤرشف من الأصل (PDF) في 2017-05-17. اطلع عليه بتاريخ 2015-12-28.